# Список персонажей франшизы «Скуби-Ду»

Главные герои в мультсериале
«Скуби-Ду! Мистическая корпорация».
Слева направо: Велма Динкли, Шэгги Роджерс,
Фред Джонс, Скуби-Ду, Дафни Блейк.

Ниже представлен список персонажей франшизы «Скуби-Ду».

## Главные герои

### Скуби-Ду
Скуби-Ду (англ. Scooby-Doo) — домашнее животное и друг Шэгги Роджерса. Он немецкий дог, который может говорить на ломаном английском, в отличие от большинства других собак в этой вымышленной вселенной.
Глава отдела детских программ CBS, Фред Сильверман, придумал имя персонажа из слогов «ду-бе-ду-бе-ду» в песне Фрэнка Синатры «Strangers in the Night».
С 1969 по 1994 год Скуби озвучивал Дон Мессик. В 1997 году в эпизоде "Джонни Браво" Скуби был озвучен Хэдли Кей. С 1998 по 2001 год его озвучивал Скотт Иннес, который также до 2008 года озвучивал персонажа в видеоиграх и рекламных роликах. В «Скуби-Ду» и «Скуби-Ду 2: Монстры на свободе», герой был озвучен Нилом Фаннингом. С 2002 года Фрэнк Уэлкер озвучивает Скуби.

### Шэгги Роджерс
Норвилл «Шэгги» Роджерс (англ. Norville "Shaggy" Rogers) — хозяин Скуби-Ду, который дружит с Фредом Джонсом, Велмой Динкли и Дафни Блейк. Шэгги — трусливый бездельник, которого больше интересует еда, чем разгадывание тайн.
В 1969—1997 и 2002—2009 годах персонажа озвучивает Кейси Кейсем. В «Скуби-Ду на острове мертвецов» Шэгги озвучивал Билли Уэст. С 1999 по 2001 год его озвучивал Скотт Иннес, который до 2009 года также озвучивал Шэгги в видеоиграх и рекламных роликах. В «Шэгги и Скуби-Ду ключ найдут!» герой был озвучен Скоттом Менвиллом. С 2010 года персонажа озвучивает Мэтью Лиллард, сыгравший Шэгги в первых двух фильмах. В третьем и четвёртом фильме его играет Ник Палатас. В мультфильме «Скуби-Ду» 2020 года взрослого героя озвучил Уилл Форте, а юного — Иэн Армитидж.

### Фред Джонс
Фред Джонс (англ. Fred Jones), которого иногда называют Фредди (англ. Freddie), носит синюю и/или белую рубашку и синие джинсы. Фред обычно берёт на себя инициативу в разгадывании тайн и ставит ловушки. Когда команда разделяется, Фред и Дафни обычно идут вместе с Велмой, но иногда первые ходили парой, заставляя последнюю идти с Шэгги и Скуби.
Фреда озвучивает Фрэнк Уэлкер, который сохранял эту роль на протяжении каждого воплощения героя в мультсериалах с 1969 по 1983 год и снова с 1997 года. В фильмах 2002—2004 годов его играл Фредди Принц-младший, а Робби Амелл в поздних фильмах. Зак Эфрон озвучивает взрослого Фреда, а Пирс Ганьон — юного в мультфильме «Скуби-Ду» 2020 года.

### Дафни Блейк
Дафни Блейк или Дафна Блейк (англ. Daphne Blake) — рыжеволосая девушка. Её обычный внешний вид состоит из фиолетового платья, розовых колготок, фиолетовых туфель и зелёного шарфа. На протяжении различных воплощений персонажа высказывались предположения, что Дафни и Фред испытывают чувства друг к другу. Это подчёркивается в «Скуби-Ду! Мистическая корпорация», в котором они встречаются.
Персонажа озвучивала Стефанианна Кристоферсон с 1969 по 1970 год. Её заменила Хизер Норт, которая озвучивала Дафни до 1997 года. С 1998 до 2000 года героиню озвучивала Мэри Кей Бергман. С 2001 года Дафни озвучивает Грей Делайл. В первых двух фильма её играет Сара Мишель Геллар, а третьей и четвёртой части — Кейт Мелтон. В мультфильме «Скуби-Ду» 2020 года взрослую Дафни озвучивает Аманда Сейфрид, а юную — Маккенна Грейс.

### Велма Динкли
Велма Динкли (англ. Velma Dinkley) — молодая умная девушка. Обычно одета в оранжевый свитер и красную юбку, и носит очки.
Велму озвучивала Николь Джаффе с 1969 по 1973 год. Позже её заменила Пэт Стивенс, которая озвучивала персонажа с 1976 по 1979 год. После героиню озвучивала Марла Фрумкин. С 1997 года по 2002 год Велму озвучивала Би Джей Уорд, а Минди Кон с 2002 по 2015 год. Далее героиню озвучила Кейт Микуччи. В мультфильме 2020 года Джина Родригес озвучила взрослую Велму, а Ариана Гринблат — юную.
В 2023 году Велма выступила главной героиней одноимённого мультсериала, где её озвучила Минди Калинг.

## Второстепенные герои

### Скрэппи-Ду
Скрэппи-Ду (англ. Scrappy-Doo) был добавлен шоу, чтобы сохранить рейтинги сериала, которые к 1979 году начали падать. После введения героя они возросли. Первоначальный формат шоу был заменён на более простые и более комедийные приключения, в которых участвуют настоящие сверхъестественные злодеи (злодеи в предыдущих эпизодах почти всегда были замаскированными людьми).
Скрэппи оставался неотъемлемой частью франшизы как на телевидении, так и в лицензионных продуктах и мерчендайзинге до конца 1980-х годов. Он также некоторое время был звездой своих собственных семиминутных короткометражек. Вместе со своим дядей Ябба-Ду и другом Дасти он помогал поддерживать закон и порядок в маленьком городке на западе Америки. В последующие годы присутствие Скрэппи-Ду подвергалось критике как негативное влияние на различные сериалы о Скуби-Ду 1980-х годов. Однако постепенный упадок «Скуби-Ду» был приписан и другим факторам, таким как изменения в формате. Скрэппи-Ду стал символом раздражающе чрезмерно жизнерадостного или милого персонажа, добавленного в сериал в попытке поддерживать рейтинги, явление, также известное как синдром кузена Оливера. Из-за общего восприятия персонажа аудиторией, Скрэппи-Ду не появлялся ни в каких спин-оффах, связанных со Скуби, после телевизионного фильма «Скуби-Ду и оборотень поневоле» в 1988 году, за некоторыми исключениями:
В первом фильме о Скуби-Ду, где Скрэппи сыграл решительно отрицательную роль, желая отомстить команде за то, что она бросила его много лет назад (его выгнали за то, что он постоянно мочился на Дафни, был неприятным, и последней каплей стало то, что он попытался стать лидером группы). Когда Велма разговаривает с парнем в баре, которому она нравится, она говорит, что Скрэппи не был щенком, а имел заболевание желёз. По сюжету ему нужен был Скуби, чтобы использовать его «чистую» душу для завершения своего ритуала. Однако ему не удаётся победить. В конце фильма Велма говорит, что полное имя персонажа — Скрэппи Корнелиус Ду (англ. Scrappy Cornelius Doo).
В эпизоде «Песня сирены» (Скуби-Ду! Мистическая корпорация) Фред и Дафни натыкаются на статую Скрэппи в музее с привидениями Кристальной Пещере среди остальных статуй побеждённых врагов. Дафни отмечает, что она давно не видела его, а Фред оттаскивает её, напоминая, что они обещали никогда больше не говорить о Скрэппи.
В мультсериале «Велма» Скрэппи является подопытным проекта SCOOBI, что позволяет ему обрести речь и неуязвимость. Он возненавидел своих создателей и убил их. В конце второго сезона Велма погибает при взрыве, становясь призраком, и вселяется в тело Скрэппи, чтобы уничтожить его.
- Ленни Вайнриб озвучивал Скрэппи с 1979 по 1980 год. Его заменил Дон Мессик, который озвучивал персонажа с 1980 по 1988 год. В первом фильме его озвучивал Скотт Иннес.

### Скуби-Дам
Скуби-Дам (англ. Scooby-Dum) — второстепенный персонаж, которого озвучил Доуз Батлер. Этот серый немецкий дог с пятнами и торчащими зубами является глуповатым двоюродным братом Скуби-Ду.

### Ябба-Ду
Ябба-Ду (англ. Yabba-Doo) — белый немецкий дог. Его приключения происходят на западе, где он борется с преступностью вместе со своим хозяином Дасти, а также со своим восторженным племянником Скрэппи-Ду. Героя озвучил Дон Мессик.

## Появившиеся в «13 призраков Скуби-Ду»

### Винсент Ван Гоблин
В «13 призраков Скуби-Ду» Винсент Ван Гоблин (англ. Vincent Van Ghoul) — известный маг и чернокнижник, обладающий обширными познаниями в сверхъестественном. Он разделяет черты характера со своим актёром озвучивания Винсентом Прайсом.
В «Скуби-Ду! Мистическая корпорация» Винсент (в русском дубляже переведённый как Винсент Ван Вамп) — актёр, снимающийся в фильмах ужасов (так же, как Винсент Прайс, который был прообразом персонажа). В этом мультсериале его озвучивает Морис Ламарш.

## Появившиеся в «Скуби-Ду и призрак ведьмы»

### The Hex Girls
The Hex Girls (с англ. — «Ведьмы») — эко-готическая рок-группа. Впервые появились в «Скуби-Ду и призрак ведьмы», а затем фигурировали в «Скуби-Ду и легенда о вампире», «Что новенького, Скуби-Ду?» и «Скуби-Ду! Мистическая корпорация».

## Появившиеся в «Скуби-Ду! Мистическая корпорация»

### Шериф Бронсон Стоун
Шериф Бронсон Стоун (англ. Sheriff Bronson Stone) — шериф города Кристальная Пещера. Он недолюбливает Мистическую корпорацию. У него были близкие отношения с мэром Фредом Джонсом-старшим, пока не раскрылось, что тот был Фриком. Он считал, что заслуживает стать мэром после того, как Джонс был арестован, и холодно относится к мэру Джанет Неттлз в премьере второго сезона. Шерифа Стоуна обычно можно увидеть в униформе и очень редко можно увидеть в другой одежде. Он носит коричневую шляпу, форму шерифа, и у него есть усы. Его настоящее имя — Шериф, так как его мать думала, что ему суждено быть одним из них. Когда новый мэр Джанет Неттлз заняла свою должность, он считал, что должен стать новым мэром, и вёл себя с ней холодно, но в конечном итоге влюбился в неё и начал с ней романтические отношения. В финале при образовании альтернативной вселенной он и Джанет женаты, у них четверо детей по имени Иствуд, Норрис, Билли Джек и Линда Картер.
- Персонажа озвучил Патрик Уорбертон.

### Вонючка
Вонючка (англ. Hot Dog Water; настоящее имя Марси Флич (англ. Marcie Fleach)) — жительница Кристальной Пещеры. Впервые ненадолго появляется в эпизоде "Где гуляет Афродита?", а затем мелькает в серии "Секрет дракона". Её полноценный дебют происходит в эпизоде "Опасная Мантикора", где она оказывается главной злодейкой. Позже она возвращается в серии "Дом ведьмы из ночного кошмара". Её освободили из-под стражи условно-досрочно, и она работает с Велмой и Мистером И, чтобы найти третью часть Концентрического диска. Она присоединяется к Мистической корпорации в качестве временной замены Дафни в том же эпизоде, но покидает команду в серии «Сеть паука грёз» после возвращения Дафни в предыдущем эпизоде, хотя Велма хотела, чтобы она осталась.
Вонючка была соперницей Велмы в течение многих лет, поскольку две девушки несколько раз соревновались на научных ярмарках, и Велма всегда побеждала. Однако их соперничество, похоже, угасло и превратилось в дружбу в результате их партнёрства во время работы на Мистера И. Они остаются друзьями даже после того, как Вонючка покидает команду, и она утверждает, что Велма — её единственный настоящий друг. В «Гневе Крампуса» Велма упоминает, что она всё ещё знает, как связаться с Вонючкой, и та помогает команде украсть 3 части Концентрического диска из хранилища Мистера И.
Вонючка утверждала, что умнее Велмы, поскольку придумала «супергелий» во время эксперимента, в котором тестировала металл с американских горок в развлекательном парке своего отца, чтобы стать Мантикорой. У неё также хорошие навыки работы с компьютером, которые она использует для создания поддельных рекламных сайтов.
В серии «Сквозь шторы» Вонючку берёт в заложники Профессор Перикл и использует её как рычаг давления на Мистическую корпорацию. Однако девушка вырывается на свободу и хватает попугая, позволяя друзьям сбежать. Однако Вонючку валят на землю, и роботы расстреливают её вне кадра. Тем не менее, в последнем эпизоде, когда образуется альтернативная вселенная, Вонючка жива. Марси и Велма работают вместе, чтобы выиграть научные ярмарки.
В 2020 году продюсер Тони Червоне намекнул в своём Istagram-аккаунте, что хотел, чтобы Марси и Велма стали парой.
Обычно Вонючку можно увидеть с растрёпанными длинными каштановыми волосами, красными очками в тонкой оправе, в юбке, полосатой рубашке с курткой поверх, и в неряшливом виде. От неё пахнет «водой из-под сосисок», что намекает на то, откуда она получила своё прозвище, которое её отец раскрывает в «Опасной Мантикоре», заявляя, что она и вся семья купались в переработанной воде, которая ранее использовалась для варки сосисок.
- Персонажа озвучила Линда Карделлини, которая играла Велму в фильмах о Скуби-Ду.

### Мэр Фред Джонс-старший
Фред Джонс-старший (англ. Fred Jones, Sr.) — мэр Кристальной Пещеры в течение первого сезона и отец Фреда. Он гордится тем, что его город считается самым страшным месте на Земле из-за приведений и использует это для привлечения туристов. Вот почему он не одобряет то, что его сын разгадывает тайны и доказывает, что монстры поддельные. Он не понимает одержимости Фреда разгадыванием тайн и созданием ловушек и обычно ругает его. К концу сезона выясняется, что у него есть кусок Концентрического диска. Это заставляет Фреда задуматься и выяснить, кто на самом деле его отец. В финале первого сезона выясняется, что мэр Джонс — Фрик Кристальной Пещеры и, оказывается, он похитил Фреда в детстве, чтобы удержать его настоящих родителей (Брэда Чайлза и Джуди Ривз из первой Мистической корпорации) от возвращения в город. Его арестовывают и снимают с должности.
Он появляется в «Гневе Крампуса» как один из бывших врагов команды, которых вербуют, чтобы помочь в плане по краже оставшихся частей Концентрического диска у первой Мистической корпорации. Несмотря на своё прошлое предательство, Джонс был рад помочь в этом плане. Он охраняет части диска команды во время событий эпизода и возвращает их после того, как они забрали остальные три части.
В серии «Кошмар в красном» команда встречает его добрую половину в ловушке в зале ожидания, сверхъестественной тюрьме для добрых элементов тех, кто испорчен проклятием. Джонс признаёт, что Фред был лучшим в его жизни, и он всегда считал его своим настоящим сыном и гордился им.
В альтернативной временной шкале, которая образовалась после победы над Злым существом, Джонс является футбольным тренером средней школы Кристальной Пещеры и признаётся Фреду, что тот всегда был для него особенным.
- Персонажа озвучил Гэри Коул.

### Мэр Джанет Неттлз
Джанет Неттлз (англ. Janet Nettles) — преемник мэра Фреда Джонса-старшего, которая заняла его пост после того, как он был арестован. Впервые она появляется в эпизоде "В ночь, когда плакал клоун".
Мэр Неттл — второй человек, помимо Эйнджел Динамит (Кэссиди Уильямс), который поддерживает команду в разгадывании тайн и даже даёт им офис, хотя это оказывается каморка старого уборщика в ратуше. Позже выясняется, что она состоит в отношениях с шерифом Бронсоном Стоуном, хотя в начале тот не был в восторге от её назначения. Во втором сезоне их часто видят на свиданиях.
В конце второго сезона, в альтернативной временной шкале, она замужем за шерифом Бронсоном Стоуном с четырьмя детьми, тремя сыновьями и одной дочерью, за которыми Дафни часто присматривает.
- Персонажа озвучила Кейт Хиггинс.

### Эд Машин
Эд Машин (англ. Ed Machine) — генеральный директор корпорации Destroido и приспешник Мистера И. Впервые появляется в конце эпизода «Легенда об Алисе Мэй»: он выпускает Элис Мэй из её камеры. В финальной серии первого сезона, «Все боятся Фрика», Профессор Перикл убивает Эда, чтобы «отправить сообщение» Мистеру И.
- Персонажа озвучил Ричард Макгонагл.

### Первая Мистическая корпорация

Первая Мистическая корпорация в юности: Джуди Ривз, Брэд Чайлзс, Кэссиди Уильямс, Рики Оуэнс и Профессор Перикл.
Первая Мистическая корпорация в зрелости: Мистер И (Рики Оуэнс), Профессор Перикл, Джуди Ривз и Брэд Чайлз.

#### Мистер И (Рики Оуэнс)
Мистер И (англ. Mr. E) — загадочный человек, который даёт подсказки команде на протяжении первого сезона. Он не раскрывает своё лицо или настоящую личность, но помогает им разгадать тайны, также давая загадочные подсказки, которые раскроют тайну правды о проклятии в Кристальной Пещере. Эти подсказки приводят их к тому, что они узнают о проклятом сокровище Конкистадора, тайной истории семьи Дарроу, основавшей город, и нераскрытом исчезновении подростков из первой Мистической корпорации. Ближе к концу первого сезона выясняется, что это Рики Оуэнс (англ. Ricky Owens), который был частью оригинальной команды. Он владеет корпорацией Destroido. Рики — «версия» Шэгги в команде и раньше был худым как тот, но в итоге растолстел и носит длинное тёмное пальто. У него есть чёрный фургон, являющийся аналогом фургона новой Мистической корпорации.
В эпизоде "Сборище во мраке" раскрывается, как познакомились Рики Оуэнс и Профессор Перикл. Попугай упал во дворе дома Рики Оуэнса, когда тот был ребёнком. Рики взял профессора Перикла к себе и вылечил его. Когда мальчик отпустил его улететь, Профессор Перикл сделал это, но сразу же вернулся, чтобы остаться с Рики. Также во время эпизода они снова объединяются, чтобы отправиться за «Сокровищем». Однако к концу сезона он понимает, что его старый друг совсем обезумел, и хочет отвернуться от него, но тот вынуждает его помогать. В конце второго сезона, в альтернативной вселенной, Рики Оуэнс больше не Мистер И очень похож на себя в молодости. Он счастлив в браке с Кэссиди Уильямс, и они вместе с Периклом работают в новом экологически чистом предприятии «Процветание», которое является аналогом Destroido.
- Персонажа озвучил Льюис Блэк, за исключением эпизода «Страшный медведь», в котором его временно подменил Джефф Беннетт. Юное «я» персонажа озвучил Скотт Менвилл.

#### Эйнджел Динамит (Кэссиди Уильямс)
Эйнджел Динамит (англ. Angel Dynamite; настоящее имя — Кэссиди Уильямс (англ. Cassidy Williams)) — жительница Кристальной Пещеры и член первой Мистической корпорации. Впервые появляется в «Бойтесь чудовища из подземелья» в качестве диджея на станции Радио-Вамп. До того, как выясняется, что она Кэссиди Уильямс, она дружит со Скуби и командой, являясь единственным жителем города, который поддерживает их в разгадывании тайн. Эйнджел — «версия» Велмы в своей команде.
Она работает с Мистером И. В юности они были парой. По возвращении в Кристальную Пещеру Мистер И также взял с собой Кэссиди, чтобы она помогала найти Концентрический диск и отомстить Профессору Периклу. Также они следили за новой Мистической корпорацией. Хотя Кэссиди работает с Мистером И, она проявляет большую заботу о команде. После того, как она раскрывает правду, команда злится на неё и больше не доверяет ей, поскольку она лгала им. В течение первого сезона её можно увидеть в одежде в стиле 1970-х годов, с огромным афро, зелёными брюками клёш, зелёной рубашкой типа майки и туфлями на платформе, а также с зелёной подводкой для глаз.
Во втором сезоне Кэссиди больше не работает с Мистером И. В третьей серии он разыскивает её, и она говорит, что больше не Эйнджел Динамит, а просто Кэссиди Уильямс. Она добавляет, что больше не обидит новую команду. Она также меняет свой внешний вид и стрижёт афро до гораздо более коротких вьющихся волос, носит плащ, обычные джинсы и туфли. Она умоляет Брэда и Джуди, настоящих родителей Фреда, прекратить охоту за сокровищами Конкистадора и поставить сына на первое место, но когда они отказываются, она возвращается на свою радиостанцию, чтобы поведать о проклятии Кристальной Пещеры. Это подвергло её реальной опасности: Профессор Перикл заявляет Мистеру И, что «ей придётся замолчать навсегда». Она также начинает шпионить за Брэдом и Джуди. В «Ночном терроре» Кэссиди устанавливает фотографии семьи Дарроу в качестве подсказки для Велмы в её комнате, чтобы помочь ей разгадать тайну прошлых команд, которые разгадывали тайны, включая оригинальную Мистическую корпорацию, все из которых исчезли на протяжении истории города. Она, скорее всего, погибает в конце серии «Полуночная зона», когда жертвует собой, чтобы команда смогла сбежать от взрыва. Мистическая корпорация сожалеет, что не помирилась с ней заранее. В эпизоде "Кошмар в красном" Кэссиди находится в комнате тех, кто пострадал от проклятия Кристальной Пещеры, но, в отличие от многих вокруг неё, за исключением Фреда Джонса-старшего, она не моложе себя, как Рики Оуэнс, Профессор Перикл и другие. В конце второго сезона в альтернативной вселенной, образовавшейся после уничтожения Злого существа, Кэссиди жива и счастлива в браке с Рики Оуэнсом.
Героиню в юности часто можно увидеть во флешбэках первого сезона. Её молодое «я» выглядело более невинно, с галстуками-бабочками, поддерживающими её кудрявые косички, и в зелёном платье. Она также носила очки.
- Персонажа озвучила Вивика Анджанетта Фокс. В юности героиня звучала голосом Кимберли Брукс.

#### Профессор Перикл
Профессор Перикл (англ. Professor Pericles) — талисман оригинальной Мистической корпорации, как Скуби-Ду в своей команде, и главный антагонист сериала. Он говорящий попугай с невероятным интеллектом и с немецким акцентом. Профессор Перикл зловещий и манипулятивный социопат, заботящийся только о собственной выгоде. Сначала появляется в сериале только на фотографии, на которой он обведён красным маркером. Полноценно дебютирует в эпизоде "Вой страшного пса": он находится в заключении в госпитале для криминально-больных животных в Кристальной Пещере. Когда команда приходит навестить Скуби, которого туда заточают, ошибочно подозревая в преступлениях, медальон Дафни случайно открывается, и начинает играть мелодия. Профессор Перикл реагирует на это, поскольку узнаёт мелодию. Он предупреждает Фреда остерегаться того, кто рядом с ним. Позже Перикл убегает, когда на учреждение нападают, и Мистер И отправляет Велме текстовое сообщение, в котором говорит команде «идти за попугаем». Позже, в эпизоде «Все боятся Фрика», мэр Фред Джонс-старший раскрывает, что он и Профессор Перикл когда-то давно сговорились для поиска Концентрического диска. Перикл предал своих друзей для этого 20 лет назад, но Джонс-старший также предал попугая и, заполучив часть диска, вырубил Перикла, чтобы затем его заключили в лечебницу.
Профессор Перикл также стоит за двумя тайнами, которые раскрывали герои. Однажды он помог Аманде Смайт в эпизоде "Где гуляет Афродита?", чтобы притвориться другом Скуби для получения предметов, необходимых ему. А также является призраком в эпизоде "Охота на призраков в Кристальной Пещере", где взламывает ноутбук Фреда, чтобы «напугать» мэра Фреда Джонса-старшего и заполучить его часть диска. В конце первого сезона у Перикла есть две части диска, и Скуби клянётся остановить злодея, как только воссоединит распавшуюся команду.
Во втором сезоне Профессор Перикл возвращается в «Ужасном Ходаге», где у него есть неизвестное предложение для членов первой Мистической корпорации. В «Сборище во мраке» Профессор Перикл признаётся, что пытался воссоединить свою команду, но они отвергли его. Он обращается к Мистеру И в надежде, что из-за их сильной связи в прошлом он поможет ему. Рики сначала отказался, не забыв о предательстве Перикла. Однако к концу эпизода Оуэнс объединяется с Периклом, вспоминая о прошлой дружбе. Этим двоим удаётся привлечь к своему делу Брэда Чайлза и Джуди Ривз, настоящих родителей Фреда. Перикл постепенно сходит с ума к концу сериала, поскольку одержим освобождением своего «хозяина», Злого существа, в надежде стать всемогущим. Периклу удаётся освободить его, когда приближается Нибиру, и он добровольно становится физической оболочкой для существа. Однако существо полностью берёт тело под контроль.
В альтернативной вселенной, образовавшейся после уничтожения Злого существа, Перикл является талисманом экологически чистой компании Рики и Кэссиди, «Процветание». У него больше нет шрама, оставленного Джонсом-старшим, и он представляется добрым.
- Персонажа озвучил Удо Кир.

В 2022 году Молли Макнабб из Comic Book Resources поставила профессора Перикла на 3 место в топе 10 лучших злодеев франшизы «Скуби-Ду».

#### Брэд Чайлз и Джуди Ривз
Брэдли «Брэд» Чайлз (англ. Bradley "Brad" Chiles) и его жена Джуди Ривз (англ. Judy Reeves) являются членами первой Мистической корпорации и биологическими родителями Фредерика Джонса-младшего. Когда мэр Фред Джонс-старший похищает Фреда, чтобы Брэд и Джуди не вернулись в Кристальную Пещеру, они ведут свою жизнь под псевдонимами Стёрнум и Стёрнум: семейная пара, которая изобретает ловушки и помогает разгадывать тайны. После ареста мэра Джонса они возвращаются в Кристальную Пещеру, по-видимому, чтобы воссоединиться с Фредом, но охотятся за сокровищами Конкистадора. У них также есть собака по имени Нова, в которую Скуби сразу влюбляется. Они являются «версиями» Фреда и Дафни в своей команде соответственно.
Впервые Брэд и Джуди появляются в конце эпизода "Сеть паука грёз", но их более молодые «я» иногда можно увидеть во флешбэках на протяжении первого сезона. Молодой Брэд носит спортивную куртку, у него светлые волосы, такие же, как у Фреда, и веснушки на лице. У него такое же лицо, подбородок, линия челюсти и очертания тела, что и у Фреда, однако его более зрелое «я» не имеет веснушек, и у него белые волосы. У молодой Джуди длинные светлые волосы, а в настоящем короткие светлые волосы.
В конце концов, эти двое снова объединяются с Мистером И и Профессором Периклом, чтобы помочь им получить три части Концентрического диска, отняв их у новой команды, а также заполучить проклятые сокровища Конкистадора под Кристальной Пещерой.
В «Гневе Крампуса» Фред ясно даёт понять, что знал, что его родители охотятся только за кусками диска, и, похоже, их предательство задело его. Фред также даёт понять, что предпочёл им Фреда Джонса-старшего. После раскрытия их предательства команда берёт с собой Нову.
В эпизоде "Человек в зеркале" Профессор Перикл делает пластическую операцию Брэду и Джуди, чтобы первый выглядел так же, как их сын, а вторая — как старая версия Дафни. Они остаются такими до финала сериала, пока не образуется альтернативная вселенная.
В конце второго сезона в альтернативной вселенной, созданной после уничтожения Злого существа, у Брэда и Джуди их первоначальный вид. Они вырастили Фреда в детстве вместо Джонса-старшего и никогда не были экспертами по ловушкам, а занимались акушерством.
- Тим Мэтисон озвучил взрослого Брэда Чайлза, а Нолан Норт — юного.
- Тиа Каррере озвучила взрослую Джуди Ривз, а Кэри Уолгрен — юную.

### Нова
Нова (англ. Nova) — самка кокер-спаниель и домашняя собака Брэда Чайлза и Джуди Ривз, которая появляется во втором сезоне сериала. Она стала любовным интересом Скуби-Ду. Когда команда узнаёт об истинных намерениях Брэда и Джуди, они забирают Нову с собой.
В эпизоде "Жуткое стадо" Нова серьёзно пострадала после падения с вертолёта, и её помещают в больницу. Скуби часто навещает возлюбленную, но во время одного из его визитов она умирает.
После её смерти межпространственное существо Ануннаки овладело ею и говорило через её разум, рассказывая команде о Злом существе. Она также говорит им, что единственный способ спасти Кристальную Пещеру — это найти Сердце Ягуара и уничтожить саркофаг, в котором заточён злодей.
После победы над Злым существом образуется новая временная шкала, и когда команда направляется в Мискатоникский университет, Нова всё ещё одержима Аннунаки и благодарит Скуби за его геройство.
- Дженнифер Хейл озвучила Нову, а Эми Экер озвучила Ануннаки, которая вселилась в её тело.

### Элис Мэй
Элис Мэй (англ. Alice May) — повторяющийся персонаж в первом сезоне, которая дебютирует в эпизоде "Легенда об Элис Мэй". В этой серии она маскируется под девушку-призрака в рамках тщательно продуманного плана Мистера И. Позже Элиса снова появилась в предпоследнем эпизоде первого сезона, «Заложник теней», в котором она приняла на себя маскировку Облитератрикс, убийцы, посланной уничтожить Мистическую корпорацию по прямому приказу Мистера И, но её побеждает Эйнджел Динамит, и девушка снова отправляется в тюрьму. В эпизоде второго сезона «Гнев Крампуса» она ничего не говорит и находится в тюрьме Кристальной Пещеры.
- Персонажа озвучила Хинден Уолч.

### Злое существо
Злое существо (англ. The Evil Entity) — главный злодей сериала. Это злой Ануннаки, который много веков был заперт в кристальном саркофаге, погребённом под Кристальной Пещерой. Как и другие доброжелательные представители его расы, он пришёл на Землю тысячи лет назад во времена Нибиру, когда планетарное выравнивание ослабило барьеры между измерениями. В то время как его сородичи стремились помочь человечеству развиваться, Злое существо желало разрушения, и другие Ануннаки заключили его в кристальный саркофаг. Находясь в заключении, злодей на протяжении веков пытался манипулировать многими группами, которые разгадывают тайны, в надежде освободиться.
После того, как Профессор Перикл освободил его, Злое существо намеревалось завладеть телом Скуби-Ду, но ему это не удалось. Тогда Перикл предложил себя в качестве сосуда для бесформенного существа. Взяв тело Перикла и убив его в процессе, злодей принимает физическую форму, становясь гигантским трёхрогим существом с лицом попугая и с кальмароподобным телом и щупальцами. Он пожирает Брэда, Джуди и Мистера И намеревается уничтожить мир. Он также вызывает других злых Аннунаки из своего саркофага и приказывает им поймать для него жителей Кристальной Пещеры. Герои понимают, что, в отличие от других членов групп, созданных Злым существом, которых он заманивал, их дружба была настоящей, как и у первой древней команды под названием Охотники за секретами. Их любовь друг к другу помогает навсегда уничтожить Злое существо. После этого образуется альтернативная временная шкала, в которой Кристальная Пещера никогда не подвергалась проклятию и названа «Самым светлым местом на Земле», а не «самым страшным».
- Персонажа озвучил Клэнси Браун, за исключением эпизода «Гнев Крампуса», где он звучал голосом Фрэнка Уэлкера.